# Herald Sun
Herald Sun – australijski dziennik, wydawany w Melbourne przez The Herald and Weekly Times Ltd, będącą filią News Corp.
Herald Sun stworzono w 1990 po fuzji porannego brukowca tabloidowego The Sun News-Pictorial z jego popołudniowym broadsheetowym wydaniem siostrzanym – The Herald. Jako The Herald-Sun dziennik wydano po raz pierwszy 8 października 1990 roku. Używania myślnika w tytule tego dziennika z czasem zaprzestano; ostatnie wydanie z nazwą w tej formie ukazało się 1 maja 1993. Herald Sun jest najpopularniejszą gazetą w Australii – ma 551 100 czytelników, dzięki czemu sprzedażą przewyższa The Daily Telegraph.
The Herald został założony 3 stycznia 1840 roku, przez George’a Cavanaugha jako The Port Phillip Herald. W 1855 nazwę zmieniono na The Melbourne Herald, a po tygodniu na The Herald.
W swoich najlepszych latach The Herald sprzedawał się niemal w 600 tys. egz., jednak do czasu jego 150 urodzin, które wypadły w 1990, z powodu powiększającej się siły mediów elektronicznych, nakład spadł do 200 tys. Obecnie dziennik wydobył się z recesji.